# پیر شوری
پیر شوری (انگلیسی: Pierre Schori؛ زادهٔ ۱۴ اکتبر ۱۹۳۸) دیپلمات و سیاستمدار، سوئدی است. او سال‌ها دبیر امور بین‌الملل در حزب سوسیال دموکرات سوئد و دستیار نزدیک اولاف پالمه نخست‌وزیر سوئد بود. او به اولاف پالمه در جنبش بین‌المللی سوسیالیست کمک کرد و در مبارزه علیه حکومت‌های فاشیستی در یونان، پرتغال و اسپانیا مشارکت داشت. در آوریل ۲۰۰۵، کوفی عنان، دبیرکل سازمان ملل متحد، او را به عنوان نماینده ویژه در ساحل عاج منصوب کرد. او دبیرکل وزارت خارجه سوئد در سال‌های ۱۹۸۲–۱۹۹۱ بود، پیر بعداً عضو کابینه در سال‌های ۱۹۹۴–۱۹۹۹ و معاون وزیر امور خارجه و مسئول امورات کمک‌های خارجی و مهاجرت، همچنین عضو سوسیال دموکرات پارلمان اروپا و سفیر سوئد در سازمان ملل متحد بود.
شوری در سال ۲۰۰۲ توسط اتحادیه اروپا به عنوان ناظر انتخابات در زیمبابوه منصوب شد. او همچنین به عنوان مدیر سازمان ملل متحد برای کوزوو پیشنهاد شد، اما پس از اعتراضات ایالات متحده به حمایت قبلی او از فیدل کاسترو و دیگر رژیمهای سوسیالیستی هرگز به این سمت گمارده نشد. شوری دولت جرج دابلیو. بوش را به «مک‌کارتیسم» متهم کرد.
از مارس ۲۰۰۷، شوری مدیر کل بنیاد روابط بین‌الملل و گفتگوی خارجی (FRIDE) یک اندیشکده مستقر در مادرید است.
شوری با دلسوزی از نقش پیتر سورمن از رمان‌های همیلتون یان گیو که در سال ۱۹۶۸ رادیکال بود حمایت می‌کند، رمانی با نگرش آشکارا ضد امپریالیستی، به همان اندازه که علیه ایالات متحده انتقاد دارد، علیه چین یا اتحاد جماهیر شوروی نیز انتقاداتش را در این کتاب به تصویر کشیده است.
در یک مصاحبه تلویزیونی در ۲۲ فوریه ۲۰۰۴، سفیر اسرائیل در سوئد، زوی مازل، شوری و استن اندرسون، وزیر خارجه سابق سوئد را «ضد اسرائیلی حرفه‌ای» خواند.